# Inspector Gadget: Gadget's Crazy Maze
Inspector Gadget: Gadget's Crazy Maze is een videospel dat werd ontwikkeld door Vision Media Engineering. Het spel kwam in 2001 uit voor het platform Sony PlayStation en is gebaseerd op de gelijknamige televisieshow. Inspector Gadget's tegenstanderd dr. Claw wil de bevolking veranderen in willoze slaven. Hiervoor heeft hij een speciale kristallen nodig om de geestelijke toestand te beïnvloeden. De speler speelt Inspector Gadget en moet hier een stokje voor steken.

## Ontvangst
| Beoordeeld door | Jaar | Score |
| --------------- | ---- | ----- |
| PSX Nation      | 2001 | 47%   |
| All Game Guide  | 2001 | 40%   |